# Carposina latifasciata
Carposina latifasciata là một loài bướm đêm thuộc họ Carposinidae. Nó là loài đặc hữu của Hawaii.